# Pfarrkirche Laab im Walde

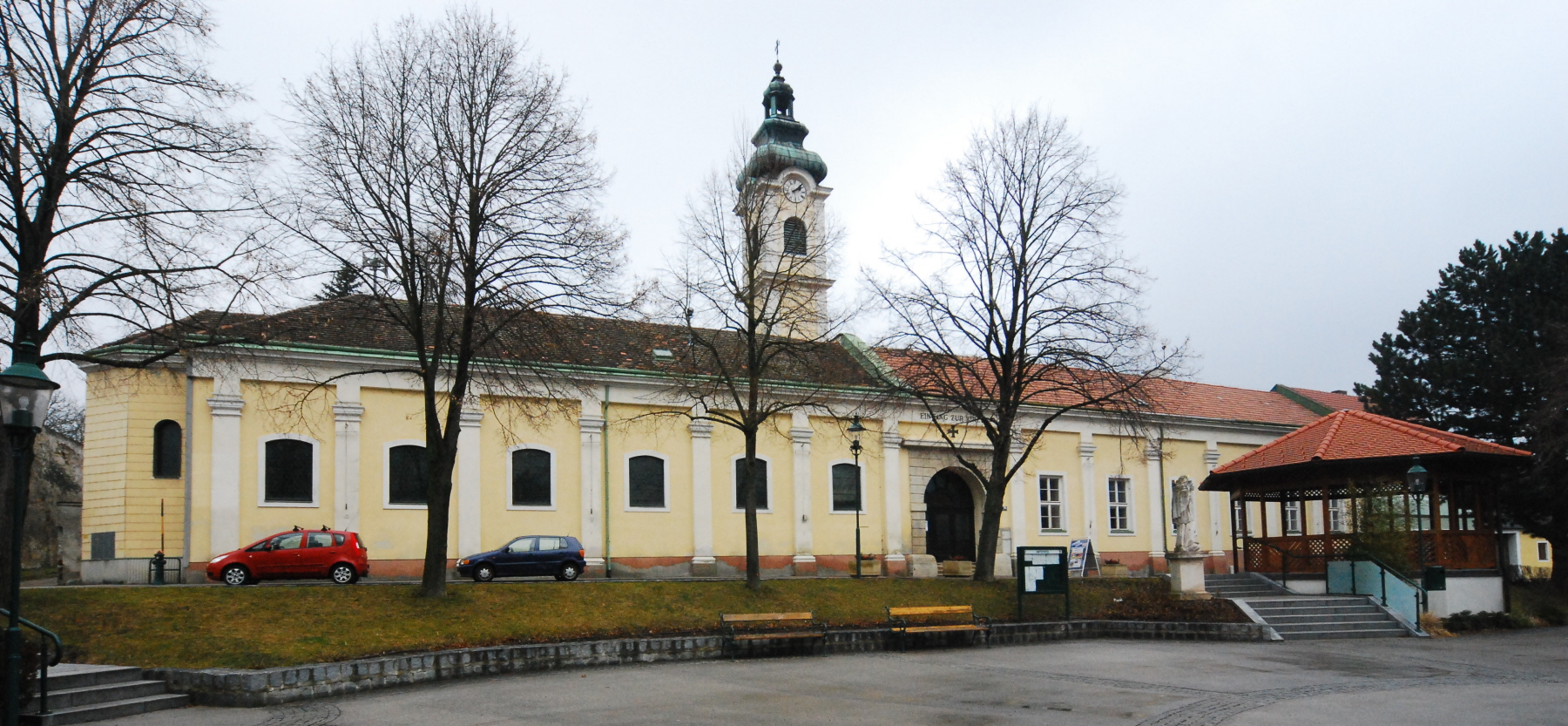
Links die Pfarrkirche hl. Koloman und rechts der Pfarrhof (2011)

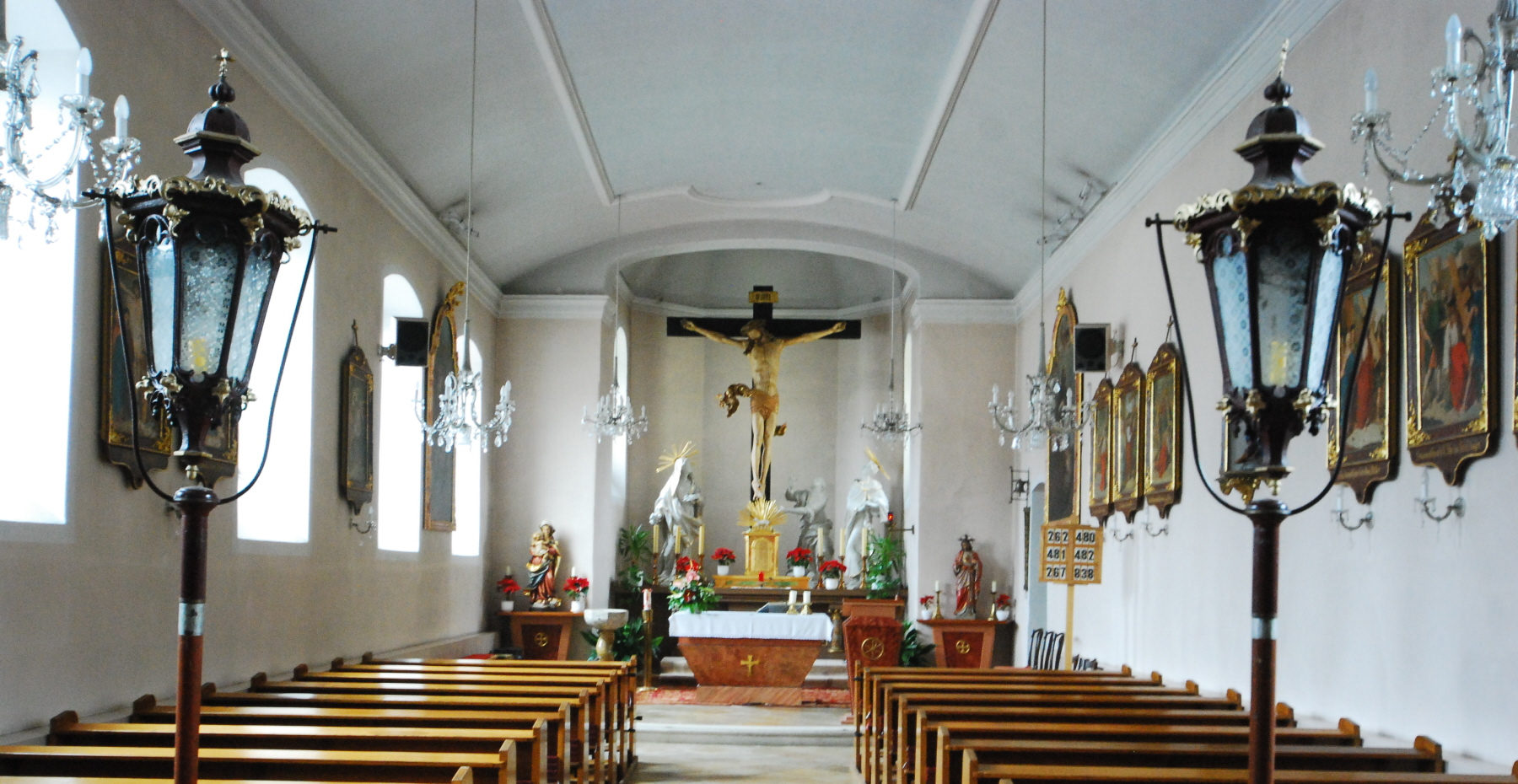
Saalraum zum Chor unter Flachtonne mit schlichtem Stuckspiegel (2011)

Die römisch-katholische Pfarrkirche Laab im Walde steht in der Gemeinde Laab im Walde im Bezirk Mödling in Niederösterreich. Die Pfarrkirche hl. Koloman gehört zum Dekanat Perchtoldsdorf im Vikariat Unter dem Wienerwald der Erzdiözese Wien. Das ehemalige Schloss Wintersbach mit Ummauerung steht unter Denkmalschutz.

## Geschichte
Urkundlich erstmals erwähnt wird eine Kapelle des heiligen Koloman in Laab (capellam beati Colomanni in Loupe) im Jahr 1200 in einer Besitzbestätigungsurkunde Herzog Leopolds VI. für das Wiener Schottenstift, das diese im Verlauf der zweiten Hälfte des 12. Jahrhunderts – möglicherweise bereits zur Gründung 1155 – von den Babenbergern erhalten hatte. Diese Kapelle wurde 1265 zur Pfarrkirche erhoben. Beim Türkeneinfall 1529 wurde diese Kirche zerstört, in der Folge wurde die Pfarre nicht neu besetzt, sondern eineinhalb Jahrhunderte seelsorglich von der Pfarre Perchtoldsdorf mitbetreut.
Nicht am Kirchberg, sondern im heutigen Ortszentrum hatte sich der Thurnhof befunden, welcher 1418 als Lehen an Irnfried Aichberger und 1490/1491 an das Stift St. Dorothea in Wien gegangen war, 1529 aber ebenfalls zerstört worden war. Christoph Ignaz Abele von Lilienfeld erwarb 1669 den Bestand und errichtete das vierflügelige Schloss Wintersbach mit einer integrierten Leopolds- oder Dreifaltigkeitskapelle. 1678 gab das Schottenstift das nominell noch bestehende Patronat an die Grundherrschaft Laab ab. Von 1769 bis 1980 unterstand die Schlossanlage dem Landkomtur der Ballei Österreich des Deutschen Ordens. 1789 wurde die Kapelle durch Zusammenlegung mit den angrenzenden Räumen zur Kirche erweitert. 1865 wurde die Kirche mit dem Schloss durch einen Brand zerstört. Von der ehemaligen Schlossanlage wurde nur der straßenseitige Trakt mit Kirche und Pfarrhof wiederaufgebaut.

## Architektur
Das Langhaus bildet mit dem Pfarrhof straßenparallel einen 13-achsigen, einheitlich fassadierten Baukörper. Die Fassade von 1865 ist gemäß der ehemaligen Nutzung als Schlosstrakt profan gestaltet. Der Bau mit Pilastergliederung ist eingeschoßig, links mit sechs Segmentbogenfenstern des Langhauses, rechts sechs Rechteckfenster des Pfarrhofes. In der Mittelachse befindet sich ein Rundbogen-Portal in einem rustizierenden Portalfeld mit der kreuzgratgewölbten Durchfahrt und dem Zugang zu Kirche und Pfarrhof darin. Der mit Lisenen gegliederte Nordturm von 1930 hat Rundbogenschallfenster und eine eingeschnürte Zwiebelhaube mit einer Laterne. Im Westen schließt der eingezogene, polygonale Chor mit derselben Traufhöhe an das Langhaus an.
Der Saalraum der Kirche ist mit einer segmentbogenförmigen Flachtonne mit schlichtem Stuck-Spiegel überwölbt. Im Westen steht eine Empore, die von Pfeilern getragen wird. Hinter dem Triumphbogen mit einem Segmentbogen schließt der eingezogene, polygonale Chor an.

## Ausstattung
Der Hochaltar trägt über einer späthistorisierenden Mensa ein Kruzifix mit einem überlebensgroßen Corpus aus dem 1. Viertel des 16. Jahrhunderts. Die drei barocken Assistenzfiguren aus der 1. Hälfte des 18. Jahrhunderts wurden 1744 aus der Jesuitenkirche in Wien für die Weis’sche Kapelle (Listeneintrag) in Laab im Walde übertragen, 1852 restauriert, und 1962 hier aufgestellt. Es gibt eine barocke Pietà mit einer Fassung aus dem 19. Jahrhundert. Seitlich im Langhaus gibt es zwei einander entsprechende barocke Altarblätter: Das Altarblatt hl. Joseph ist mit Eques De Roettiers 1740 bezeichnet. Das zweite Altarblatt zeigt den hl. Koloman. Die Kreuzwegbilder sind um 1900 entstanden. Der Taufstein auf tordierter Holzsäule zeigt die Jahresangabe 1715.
Die Orgel mit 8 Registern baute Johann J. Kauffmann (1927).